# Ann Blyth
Ann Blyth (født Ann Marie Blyth; 16. august 1928) er en amerikansk skuespillerinde og sangerinde.
Som 13-årige optrådte hun på Broadway og fik en filmkontrakt med Hollywood som 15-årig. Hun blev nomineret til en Oscar for bedste kvindelige birolle i sin rolle som Joan Crawfords afskyelige datter i filmen Mildred Pierce fra 1945. Hun medvirkede i drama-, såvel som eventyr- og musicalfilm. Blyth trak sig tilbage fra filmen i 1957, men optrådte sporadisk i en række tv-shows indtil 1985.

## Filmografi (udvalg)
- Den store Caruso (1951)
- A Woman's Vengeance (1948)